# Distrito electoral de Rockville (condado de Sherman, Nebraska)
Rockville (en inglés: Rockville Precinct) es un distrito electoral ubicado en el condado de Sherman en el estado estadounidense de Nebraska. En el Censo de 2010 tenía una población de 486 habitantes y una densidad poblacional de 1,3 personas por km².

## Geografía
Rockville se encuentra ubicado en las coordenadas 41°7′33″N 98°53′32″O / 41.12583, -98.89222. Según la Oficina del Censo de los Estados Unidos, Rockville tiene una superficie total de 373.95 km², de la cual 371.39 km² corresponden a tierra firme y (0.68%) 2.55 km² es agua.

## Demografía
Según el censo de 2010, había 486 personas residiendo en Rockville. La densidad de población era de 1,3 hab./km². De los 486 habitantes, Rockville estaba compuesto por el 99.18% blancos, el 0% eran afroamericanos, el 0% eran amerindios, el 0.41% eran asiáticos, el 0% eran isleños del Pacífico, el 0% eran de otras razas y el 0.41% pertenecían a dos o más razas. Del total de la población el 0.21% eran hispanos o latinos de cualquier raza.